# Mitjans de comunicació de Cap Verd
Aquest article resumeix la situació dels mitjans de comunicació de Cap Verd.

## Telecomunicacions
El 2003 Cap Verd tenia 71.700 línies de telèfon principals amb 53.300 telèfons mòbils en ús addicionals en tot el país. El 2004 hi havia set emissores de ràdio, sis de les quals independents i una pública.

## Televisió i ràdio
També hi havia tres canals de televisió: un estatal (RTC) i dues de propietat estrangera. El 31 de març de 2008 la xarxa de televisió brasilera Rede Record va llançar la seva versió al país, Record Cabo Verde. El 2002 hi havia al voltant de 100.000 aparells de ràdios i 15.000 de televisió a tot el país. Les transmissions són en portuguès i crioll. El 2003 hi havia aproximadament 20.400 abonats a Internet a tot el país.

## Premsa
L'únic diari el 2005 era Horizonte. La publicació governamental Novo Jornal-Cabo Verde, amb una tirada de 5000 exemplars el 2002, es publica dos cops per setmana. Entre els setmanaris, destaquen A Semana, Expresso das Ilhas, Inforpress, Jornal Horizonte, Terra Nova i Boletim Informativo. Com a diaris regionals, destaquen Jornal O Cidadão (illa de São Vicente), la revista bimensual Artiletra (São Vicente), Jornal de São Nicolau (illa de São Nicolau) i Oceanpress (illa de Sal).

## Llibertat de premsa
La Constitució de Cap Verd preveu la llibertat d'expressió, i el govern ha de respectar aquest dret en general. No és necessària l'autorització del govern per fundar diaris, altres publicacions impreses o mitjans digitals.